# Frederik Gottschalk von Haxthausen
Federik Gottschalk von Haxthausen (Copenaghen, 14 luglio 1750 – Christiania, 6 luglio 1824) è stato un politico norvegese.
Fu primo ministro della Norvegia per un breve periodo nel 1814.